# Championnats d'Europe de marathon (canoë-kayak) 2011
Navigation
2009 2013
Les 9e championnats d'Europe de marathon en canoë-kayak de 2011 se sont tenus à Saint-Jean-de-Losne en France, sous l'égide de l'Association européenne de canoë.

## Podiums

### Sénior

#### K1
| Rang               | Athlète      | Pays     | Temps           |
| ------------------ | ------------ | -------- | --------------- |
| Médaille d'or      | José Ramalho | Portugal | 2 h 11 min 38 s |
| Médaille d'argent  | Manuel Busto | Espagne  | 2 h 11 min 43 s |
| Médaille de bronze | Milan Noe    | Hongrie  | 2 h 12 min 59 s |

| Rang               | Athlète            | Pays     | Temps           |
| ------------------ | ------------------ | -------- | --------------- |
| Médaille d'or      | Anna Alberti       | Italie   | 2 h 06 min 17 s |
| Médaille d'argent  | Birgit Pontoppidan | Danemark | 2 h 06 min 18 s |
| Médaille de bronze | Krisztina Bedocs   | Hongrie  | 2 h 06 min 38 s |

#### K2
| Rang               | Athlète                        | Pays               | Temps           |
| ------------------ | ------------------------------ | ------------------ | --------------- |
| Médaille d'or      | Edwin Lucas Romain Marcaud     | France             | 2 h 04 min 55 s |
| Médaille d'argent  | Walter Bouzan Álvaro Fernández | Espagne            | 2 h 04 min 57 s |
| Médaille de bronze | Tomáš Ježek Petr Jambor        | République tchèque | 2 h 05 min 14 s |

| Rang               | Athlète                         | Pays    | Temps           |
| ------------------ | ------------------------------- | ------- | --------------- |
| Médaille d'or      | Krisztina Bedocs Alexandra Bara | Hongrie | 1 h 59 min 02 s |
| Médaille d'argent  | Gwendoline Morel Inès Devraines | France  | 1 h 59 min 03 s |
| Médaille de bronze | Maria Perez Naiara Gomez        | Espagne | 1 h 59 min 27 s |

#### C1
| Rang               | Athlète          | Pays      | Temps           |
| ------------------ | ---------------- | --------- | --------------- |
| Médaille d'or      | Nuno Barros      | Portugal  | 2 h 07 min 26 s |
| Médaille d'argent  | Matthias Ebhardt | Allemagne | 2 h 07 min 47 s |
| Médaille de bronze | Nikica Ljubek    | Croatie   | 2 h 11 min 09 s |

#### C2
| Rang               | Athlète                          | Pays    | Temps           |
| ------------------ | -------------------------------- | ------- | --------------- |
| Médaille d'or      | Marton Köver Attila Gyore        | Hongrie | 1 h 58 min 21 s |
| Médaille d'argent  | Óscar Graña Ramón Ferro          | Espagne | 1 h 58 min 55 s |
| Médaille de bronze | Mateusz Kamiński Bartosz Pławski | Pologne | 2 h 01 min 43 s |

### Moins de 23 ans

#### K1
| Rang               | Athlète           | Pays        | Temps           |
| ------------------ | ----------------- | ----------- | --------------- |
| Médaille d'or      | Emilio Llamedo    | Espagne     | 1 h 57 min 38 s |
| Médaille d'argent  | Morten Minde      | Norvège     | 1 h 57 min 50 s |
| Médaille de bronze | Mark Childerstone | Royaume-Uni | 1 h 57 min 55 s |

| Rang               | Athlète         | Pays      | Temps           |
| ------------------ | --------------- | --------- | --------------- |
| Médaille d'or      | Sofie Jorgensen | Danemark  | 1 h 47 min 46 s |
| Médaille d'argent  | Jennifer Klein  | Allemagne | 1 h 47 min 55 s |
| Médaille de bronze | Lize Broekx     | Belgique  | 1 h 48 min 48 s |

#### C1
| Rang               | Athlète          | Pays    | Temps           |
| ------------------ | ---------------- | ------- | --------------- |
| Médaille d'or      | Pierrick Martin  | France  | 1 h 48 min 21 s |
| Médaille d'argent  | Manuel Garrido   | Espagne | 1 h 50 min 36 s |
| Médaille de bronze | Mateusz Kamiński | Pologne | 1 h 50 min 40 s |

### Junior

#### K1
| Rang               | Athlète       | Pays    | Temps           |
| ------------------ | ------------- | ------- | --------------- |
| Médaille d'or      | Eivind Vold   | Norvège | 1 h 37 min 45 s |
| Médaille d'argent  | Balazs Havas  | Hongrie | 1 h 37 min 59 s |
| Médaille de bronze | Raphaël Petit | France  | 1 h 38 min 51 s |

| Rang               | Athlète              | Pays        | Temps           |
| ------------------ | -------------------- | ----------- | --------------- |
| Médaille d'or      | Vanda Kiszli         | Hongrie     | 1 h 25 min 32 s |
| Médaille d'argent  | Alice Haws           | Royaume-Uni | 1 h 27 min 34 s |
| Médaille de bronze | Zsofia Czellai-Voros | Hongrie     | 1 h 27 min 58 s |

#### K2
| Rang               | Athlète                         | Pays    | Temps           |
| ------------------ | ------------------------------- | ------- | --------------- |
| Médaille d'or      | Karl Anders Sletsjoe Joar Thele | Norvège | 1 h 30 min 09 s |
| Médaille d'argent  | Gabor Durko Balazs Havas        | Hongrie | 1 h 30 min 11 s |
| Médaille de bronze | Raphaël Petit Tobias Olla       | France  | 1 h 31 min 09 s |

| Rang               | Athlète                          | Pays    | Temps           |
| ------------------ | -------------------------------- | ------- | --------------- |
| Médaille d'or      | Vanda Kiszli Reka Fenyvesi       | Hongrie | 1 h 19 min 59 s |
| Médaille d'argent  | Noémi Misko Zsofia Czellai-Voros | Hongrie | 1 h 20 min 59 s |
| Médaille de bronze | Constance Rotman Awen Tosser     | France  | 1 h 22 min 14 s |

#### C1
| Rang               | Athlète          | Pays     | Temps           |
| ------------------ | ---------------- | -------- | --------------- |
| Médaille d'or      | Wiktor Głazunow  | Pologne  | 1 h 27 min 22 s |
| Médaille d'argent  | Nuno Quintela    | Portugal | 1 h 27 min 53 s |
| Médaille de bronze | Joshua Drojetzki | Pologne  | 1 h 30 min 36 s |

#### C2
| Rang               | Athlète                       | Pays    | Temps           |
| ------------------ | ----------------------------- | ------- | --------------- |
| Médaille d'or      | Antoine Maigrot Eliot Coutou  | France  | 1 h 22 min 47 s |
| Médaille d'argent  | Joshua Drojetzki Piotr Hertel | Pologne | 1 h 23 min 30 s |
| Médaille de bronze | Anxo Galban Miguel Hernandez  | Espagne | 1 h 24 min 00 s |

## Tableau des médailles
| Rang  | Nation             | Or | Argent | Bronze | Total |
| ----- | ------------------ | -- | ------ | ------ | ----- |
| 1     | Hongrie            | 2  | 0      | 2      | 4     |
| 2     | Portugal           | 2  | 0      | 0      | 2     |
| 3     | France             | 1  | 1      | 0      | 2     |
| 4     | Italie             | 1  | 0      | 0      | 1     |
| 5     | Espagne            | 0  | 3      | 1      | 4     |
| 6     | Allemagne          | 0  | 1      | 0      | 1     |
| -     | Danemark           | 0  | 1      | 0      | 1     |
| 8     | Croatie            | 0  | 0      | 1      | 1     |
| -     | Pologne            | 0  | 0      | 1      | 1     |
| -     | République tchèque | 0  | 0      | 1      | 1     |
| Total | Total              | 6  | 6      | 6      | 18    |